# Teddy Smith
Teddy Smith est un contrebassiste américain de jazz.
Il est né le 22 janvier 1932 à Washington où il est également mort le 24 août 1979.
Il a joué au sein du Horace Silver Quintet.